# Ferhan og Ferzan Önder
Ferhan Önder og Ferzan Önder (født 2. oktober 1965 i Tokat, Tyrkiet) er tyrkisk-østrigske tvillinger og kendt som pianister. De optræder ofte som duo.

## Biografi
Ferhan og Ferzan Önder fortæller, at de er født i en lille landsby i det nordlige Tyrkiet. Efter at deres ældre bror begyndte at studere musik på Ankaras Konservatorium (en), flyttede familien til Ankara. Tvillingesøstrene begyndte at spille klaver i en alder af 10 år og blev undervist som klaverduo fra begyndelsen. I en alder af 14 vandt de en særlig jurypris ved Concorso Pianistico Internazionale Alessandro Casagrande i Terni, Italien. De studerede først på Hacettepe Universitet (en) i Ankara og fra 1985 på Wien Universitet for Musik og Scenekunst i mesterklasserne hos Noel Flores (fi) og Paul Badura-Skoda (en).
Duoen er kendt gennem koncertturnéer verden over og regelmæssige optrædener med anerkendte internationale orkestre. De optræder også på musikfestivaler som Festspillene i Salzburg, Beethovenfest (en) Bonn, Wien Festival (en), Rheingau Musik Festival (en) og Schleswig-Holstein Musik Festival.
Duoens repertoire omfatter værker fra Bach, Vivaldi, Mozart, Poulenc, Bartók, Stravinsky, Lutosławski og Fazıl Say.
Deres første officielle cd "Vivaldi Reflections" (2001) modtog ECHO Klassik-prisen i 2002. Deres andet album havde titlen "1001 Nights" (2003). I 2002 udkom en liveoptagelse af et samarbejde med Sächsische Staatskapelle Dresden (Dyrenes Karneval, taler: Günther Jauch (en)).
Tvillingesøstrene blev udnævnt til UNICEFs goodwillambassadører af den tyrkiske UNICEF-komité i 2003 og er involveret i børneprojekter. De bor begge i Wien.

### Privat
- Ferhan Önder var gift med pianisten Rico Gulda (de), og de har en datter.[6]
- Ferzan Önder, oprindeligt hustru til en wiensk iværksætter,[1][7] har været gift med multipercussionisten Martin Grubinger (en) siden 2009, og de har en søn.[8]

## Diskografi
- 1998: Saint-Saens - Beethoven (Pan Classics)
- 2001: Vivaldi Reflections (EMI)
- 2002: Karneval der Tiere
- 2003: 1001 Nights (EMI)
- 2015: Carmina Burana (Sony)
- 2019: Karneval der Tiere (Sony)
- 2019: Ferhan&Ferzan Önder play Fazil Say  (Winter&Winter)